# Lasha Gujejiani
Lasha Gujejiani, né le 12 août 1985, est un judoka géorgien évoluant dans la catégorie des plus de 100 kg (poids lourds). Il se révèle dans les catégories juniors dans lesquelles il remporte deux titres européens et un titre mondial en 2004. Il participe cette même année à ses premiers championnats d'Europe (où il prend la septième place) avant d'être sélectionné pour les Jeux olympiques d'Athènes. Gujejiani y est éliminé dès le premier tour par l'expérimenté turc Selim Tataroğlu. En 2005, il s'illustre en remportant sa première médaille mondiale en montant sur la troisième marche du podium au Caire. Avec ses compatriotes géorgiens, il devient champion du monde par équipes en 2006 à Paris. À Belgrade en 2007, il décroche sa première médaille européenne en perdant en finale face au jeune français Teddy Riner.

## Palmarès

### Jeux olympiques
- Jeux olympiques de 2004 à Athènes (Grèce) :
  - Non classé : éliminé au 1er tour du tableau principal dans la catégorie des plus de 100 kg (non repêché).

### Championnats du monde
- Championnats du monde 2005 au Caire (Égypte) :
  -  Médaille de bronze dans la catégorie des plus de 100 kg (poids lourds).
- Championnats du monde 2007 à Rio de Janeiro (Brésil) :
  -  Médaille de bronze dans la catégorie des plus de 100 kg (poids lourds).

### Championnats d'Europe
| Catégorie / Année      | 2004 | 2007 |
| ---------------------- | ---- | ---- |
| +100 kg (poids lourds) | 7e   | 2e   |

### Divers
- Par équipes :
  -  Champion du monde par équipes en 2006 à Paris (France).

- Tournois :
  - 1 podium au Tournoi de Paris en 2004.

- Juniors et espoirs :

| Événement      | Niveau / Année  | 2003 | 2004 | 2005 |
| -------------- | --------------- | ---- | ---- | ---- |
| Chpts du monde | Juniors -20 ans | -    | 1er  | -    |
| Chpts d'Europe | Juniors -20 ans | 1er  | 2e   | -    |
| Chpts d'Europe | Espoirs -23 ans | 2e   | -    | 1er  |